# Беленджер
Беленджер (Баланджар) (возможно, от перс. «боланд» и «джор» — «длинная расселина») — средневековый город на территории Дагестана. В VII — IX веках крупный центр Хазарского каганата, по некоторым данным — его первая столица.

## Возникновение
Возник как центр одноимённого племенного союза. Народ беленджер упоминается на Кавказе с 560-х годов, когда, по данным ат-Табари, он вместе с аланами, абхазами и бранджарами (?) напал на Армению и был побеждён шахом Хосровом I Ануширваном. В поздней традиции Ануширвану приписывалось основание города. Между 566 и 571 годами страна Беленджер вошла в состав Западно-Тюркского каганата, а в 1-й половине VII века — в выделившийся из него Хазарский каганат.

## Хазаро-арабские сражения
В 652/653 году под Беленджером произошло первое столкновение хазар и арабов, в ходе которого город, обороняемый большим гарнизоном, выдержал штурм с использованием осадных машин. В итоге арабская армия была наголову разбита, её предводитель — Салман ибн Раби погиб. С этого времени Беленджер в центре арабо-хазарского противостояния. Из-за близости к границе являлся первым крупным городом, который атаковали арабы, когда им удавалось выйти за Дербент. Арабский автор ал-Масуди (X век) даже называет его первой столицей Хазарии, что, однако, не подтверждается синхронными данными, где он обычно предстаёт отдельной областью с собственным правителем (сахибом).
21 августа 722 года взят и разграблен 30 тыс. арабской армией, под руководством ал-Джарраха ибн-Абдаллаха ал-Хаками. Жители окружили город кольцом из связанных повозок, которое арабам удалось прорвать. Часть населения бежала, пленные были утоплены в окрестной реке. В руки арабов попали большие сокровища. Правитель Беленджера укрылся в Семендере, но затем вернулся (после того как Джеррах отдал ему захваченных в плен жену и детей), и признал власть арабов. Несмотря на это, город взят ещё как минимум дважды: в 732 и 737 годах. После этого сведения о нём исчезают, а активность хазар перемещается в более северный Семендер, а затем в Нижнее Поволжье.

## Город в IX веке
В источниках IX века продолжает фигурировать в перечнях хазарских городов, но каких-либо конкретных данных о нём не приводится. Полагают, что город в это время ещё существовал, поскольку его жителем был известный аббасидский гулям и полководец хазарского происхождения Исхак ибн Кунадж. В X веке среди хазарских владений, как правило, не упоминается.

## Описание и местонахождение
В отличие от более поздних хазарских городов описания Беленджера носят предельно общий характер. Отмечаются только его укрепления, в частности сторожевая башня. Местонахождение не конкретизируется. Известно, что он располагался севернее Дербента, между ним и Семендером, на берегу одноимённой реки, достаточно глубокой, чтобы в ней можно было утопить людей. Название «Беленджер» встречается только в арабо-персидских источниках. Многие историки поэтому считают возможным отождествить с ним другой хазарский город — Варачан, который в этот же период фигурирует в армянских источниках.

## Археология
Общепринятой археологической идентификации города нет. М. Г. Магомедов предложил отождествить с Беленджером крупнейшее в районе Теркско-Сулакского междуречья Верхнечирюртовское городище, расположенное на правом берегу реки Сулак у выхода с предгорий на равнину. Памятник обследовался в 1950—1970-е годы. В настоящее время затоплен водами Чирюртской ГЭС.
По сей день в Дагестане имеется посёлок со схожим названием — посёлок Белиджи и село Белиджи. К слову о сторожевой башне — в посёлке имеется малоизученная крепость Торпах-кала. Также посёлок Белиджи в Дагестане расположен на берегу одноимённой реки Белиджинка. Однако посёлок Белиджи и село Белиджи расположены южнее Дербента.